# TE Connectivity
Die TE Connectivity, eine frühere Sparte der Tyco International, die unter dem Namen Tyco Electronics bekannt war, ist ein international tätiger irischer Konzern mit US-amerikanischen Wurzeln und Sitz in Galway sowie bedeutenden Verwaltungszentren in Berwyn im Bundesstaat Pennsylvania. 
Kernaktivitäten der Unternehmensgruppe bilden die Bereiche elektronische Steckverbinder, Netzwerktechnik, Unterwasser-Telekommunikationssysteme und Wireless-Systeme. Der Konzern entwickelt, fertigt und vermarktet Produkte für Kunden im Automobilsektor sowie im Bereich Luft- und Raumfahrt, Verteidigungssysteme, Telekommunikation, Computer und Unterhaltungselektronik.
Die Aktien der TE Connectivity sind an der New York Stock Exchange kotiert und im Aktienindex S&P 500 vertreten.

## Struktur
Am 29. Juni 2008 wurde Tyco Electronics, zusammen mit Covidien, ein selbständiges, unabhängig vom Mutterkonzern an den Börsen gehandeltes Unternehmen. Als unabhängiges Unternehmen besteht Tyco Electronics aus drei Sparten (Umsatz 2020):
- Transportation Solutions (6,845 Mrd. $)
- Industrial Solutions (3,713 Mrd. $)
- Communication Solutions (1,614 Mrd. $)

Das Unternehmen beschäftigt Personal in 50 Ländern. Hauptabsatzregionen (Stand 2008) sind: EMEA (37 %), Amerika (36 %), Asien-Pazifik (27 %)

## Geschichte

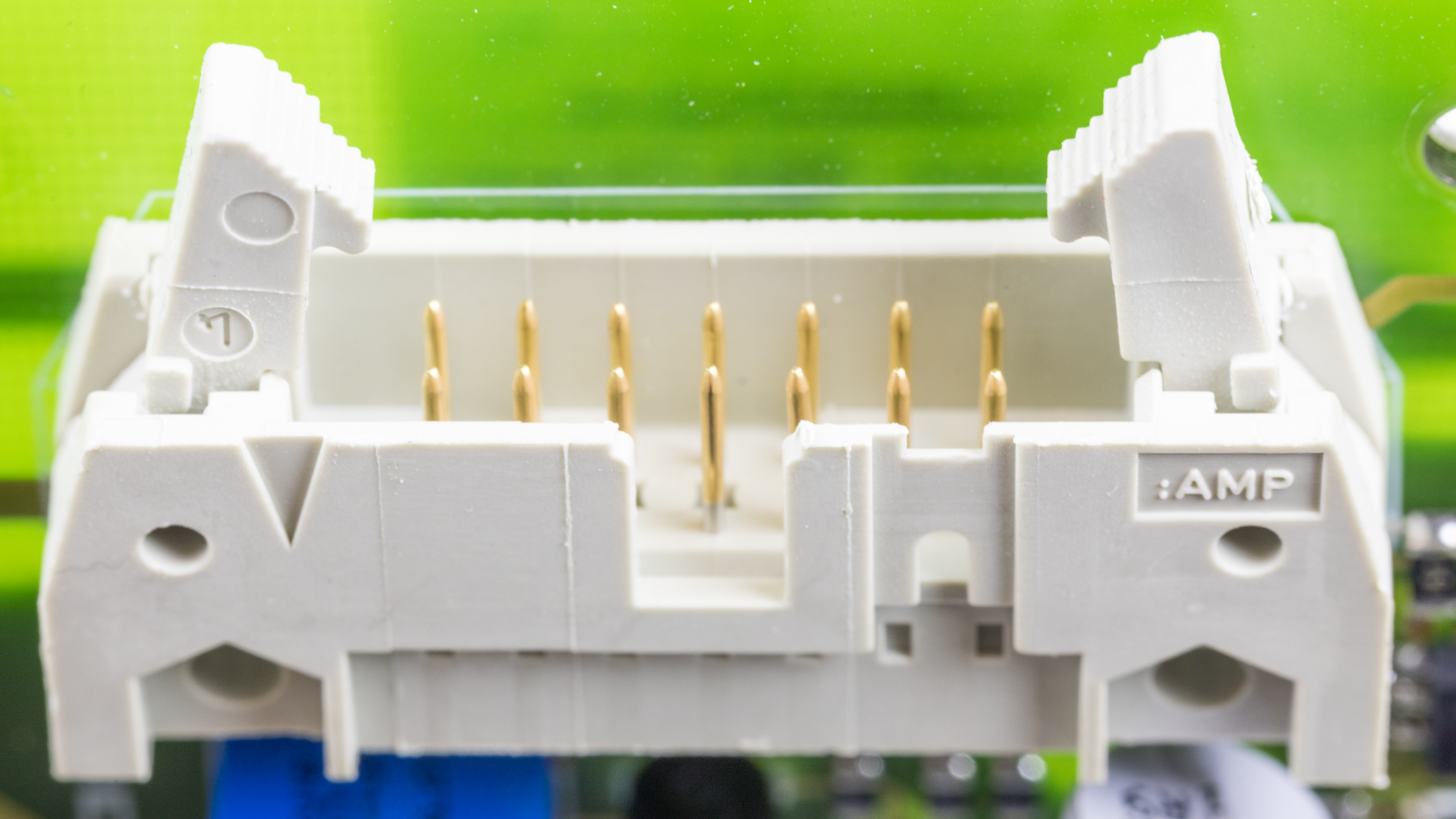
AMP-Stecker

Im April 1999 erwarb Tyco Electronics die 1941 gegründete Firma AMP (Aircraft Marine Products) Incorporated; ihr Sortiment umfasste 1995 etwa 100.000 Artikel. Ebenso im April 1999 
wurde Jürgen W. Gromer Vorsitzender von Tyco Electronics, nachdem er seit 1998 Senior Vice President im Bereich des weltweiten Verkaufs- und Kundendienstes bei AMP war. Gromer blieb bis Ende des Jahres 2007 Präsident der Elektroniksparte bei Tyco International. Von 2006 bis 2017 war Tom Lynch CEO von Tyco Electronics. Seit 2017 ist Terrence R. Curtin CEO von TE Connectivity.
Am 18. Dezember 2001 wurde die Fusion von Tyco International mit TyCom Ltd. abgeschlossen, die somit unter der Kontrolle von Tyco Electronics zur Sparte Submarine Telecommunications wurde. 
Als Folge eines Geschäftsrückgangs schrieb die Elektroniksparte im ersten Quartal 2002 einen Verlust von über 2 Mrd. $ im Zusammenhang mit Überkapazitäten im internationalen Glasfaserkabelmarkt, was sich auf das im Ausbau befindliche Unterseekabelnetzwerk Tyco Global Network (TGN) auswirkte. TGN wurde daraufhin im November 2004 verkauft.
2006 übernahm Thomas J. Lynch den neu geschaffenen Posten des CEO der Tyco Electronics Sparte, welchen er auch 2007 nach Ausgliederung aus dem Mutterkonzern Tyco International weiter führt. Er war vor seinem Einstieg bei Tyco bis 2002 Executive Vice President und Vorsitzender der Consumer Mobilfunksparte bei Motorola.
Anfang 2009 beschloss der Konzern, seinen Sitz von den Bermuda-Inseln in die Schweiz zu verlegen. Die Sitzverlegung nach Schaffhausen wurde am 25. Juni 2009 vollzogen. Damit verbunden war auch die Umwandlung der Tyco Electronics Ltd. in eine Aktiengesellschaft nach Schweizer Recht. Die Firma TE Connectivity ist jedoch weltweit mit verschiedenen Tochtergesellschaften vertreten und der Sitz in Schaffhausen bezieht sich lediglich auf buchhalterische Aufgaben. Im ersten Quartal 2009 wurde die Sparte Wireless Systems für 675 Mio. $ an die Harris Corporation verkauft.
Im Juli 2010 informierten Tyco Electronics und ADC Telecommunications über die beabsichtigte Übernahme von ADC durch Tyco Electronics. Im April 2011 wurde Tyco Electronics schließlich in TE Connectivity umbenannt. Im Herbst 2013 informierte TE Connectivity seine Kunden über die zum Frühjahr 2014 beabsichtigte Verlagerung seiner Berliner Produktion (ehemals ADC Krone) nach Brünn.
Am 14. März 2024 kündigte TE Connectivity an, seinen Hauptsitz von der Schweiz nach Irland zu verlegen. Zum 30. September 2024 wurde die Sitzverlegung von Schaffhausen ins irische Galway abgeschlossen.

### Übernahmen seit 2016
Im Oktober 2016 übernahm TE den süddeutschen Anbieter Intercontec, um sein Portfolio mit Rundsteckern zu ergänzen. Intercontec war 1996 gegründet worden und hatte vier Fertigungsstandorte. Im September 2017 übernahm auch den 1924 gegründeten schwäbischen Antennenhersteller Hirschmann.
Im Jahr 2018 erwarb TE mit Entrelec die ABB-Marke für Reihenklemmen.
Am 3. Juni 2019 legte der Elektrotechnikkonzern TE Connectivity ein Übernahmeangebot für die First Sensor AG vor, das einen Wert von rund 307 Millionen Euro besaß. Im September 2019 stand die Übernahme fest.
Im Sommer 2021 übernahm TE Connectivity ERNI Electronics.